# 劉璧 (嘉靖進士)
劉璧（1501年—？），字朝完，直隸蘇州府長洲縣人，民籍，明朝政治人物。

## 生平
嘉靖四年（1525年）乙酉科應天府鄉試第一百一十七名舉人。嘉靖二十年（1541年）中式辛丑科會試第二百四十五名，登第三甲第一百八十九名進士。

## 家族
曾祖劉淳，贈工部主事；祖父劉杲，都察院右副都御史 贈通議大夫；父劉恢，母謝氏。具庆下。